# Neocyema erythrosoma
Neocyema erythrosoma is een straalvinnige vissensoort uit de familie van zwarte diepzeealen (Cyematidae). De wetenschappelijke naam van de soort is voor het eerst geldig gepubliceerd in 1978 door Castle.